# Eucera carolinensis
Eucera carolinensis är en biart som beskrevs av Dalla Torre 1896. Eucera carolinensis ingår i släktet långhornsbin, och familjen långtungebin. Inga underarter finns listade i Catalogue of Life.